# 蓝智
蓝智（約1314年—？），字性之。福建崇安县（今武夷山市）人，明朝诗人。
元末隐居武夷山，師從杜本，专力为诗，風格以唐人为法，但不乏個人意趣。其兄蓝仁亦能作詩，時称“崇安二蓝”。兄弟二人多咏景赠答之作，與张以宁同開闽派诗之先河。洪武三年（1370年）荐授广西按察司佥事。晚年客死他乡。著有《蓝涧集》，原書已佚，清初四库館臣从《永乐大典》中辑出六卷。

## 詩作選摘
- 《破屋》

破屋三間不自聊，西風寥落草蕭蕭。

圖書滿座嗟撩亂，車馬何人問寂寥？

四壁秋聲連蟋蟀，一枝寒雨共鷦鷯。

欲知環堵家家樂，願見干戈處處銷。